# Bursa (provincie)
Burská provincie je tureckou provincií, nachází se na západě Malé Asie. Její rozloha je 11 087 km2, v roce 2000 zde žilo 2 125 140 obyvatel. Hlavním městem provincie je Bursa.

## Administrativní členění
Burdurská provincie se administrativně člení na 17 distriktů:
- Büyükorhan
- Gemlik
- Gürsu
- Harmancık
- İnegöl
- İznik
- Karacabey
- Keles
- Kestel
- Mudanya
- Mustafakemalpaşa
- Nilüfer
- Orhaneli
- Orhangazi
- Osmangazi
- Yenişehir
- Yıldırım